# Parignargues
Parignargues – miejscowość i gmina we Francji, w regionie Oksytania, w departamencie Gard.
Według danych na rok 1990 gminę zamieszkiwały 482 osoby, a gęstość zaludnienia wynosiła 44 osoby/km² (wśród 1545 gmin Langwedocji-Roussillon Parignargues plasuje się na 524. miejscu pod względem liczby ludności, natomiast pod względem powierzchni na miejscu 701.).